# Kim Perrot
Kim Perrot (* 18. Januar 1967 in Lafayette, Louisiana; † 19. August 1999 in Houston, Texas) war eine US-amerikanische Basketballspielerin. 

## Leben und Karriere
Vor ihrer professionellen Karriere in der WNBA spielte Perrot von 1986 bis 1990 College-Basketball für die University of Louisiana at Lafayette. 
In den WNBA-Saisons 1997 und 1998 spielte sie im Kader der Houston Comets und gewann mit ihnen zweimal in Folge die Meisterschaft. 
Im Februar 1999 wurde bei ihr Lungenkrebs diagnostiziert, der bereits Metastasen gebildet hatte. Einige Wochen darauf unterzog sie sich einer Operation zur Entfernung eines Hirntumors. Später reiste sie für eine alternativmedizinische Behandlung ins mexikanische Tijuana. Sie starb im August 1999
im University of Texas M.D. Anderson Cancer Center.
Nach ihr wurde der Kim Perrot Sportsmanship Award benannt.